# Eisstadion Graz-Liebenau
Das Eisstadion Graz-Liebenau (gegenwärtig durch Sponsoringvertrag Merkur-Eisarena) ist eine Eissporthalle im Stadtbezirk Liebenau der österreichischen Stadt Graz, Bundesland Steiermark. Sie wird von der Stadion Graz-Liebenau GmbH betrieben und grenzt direkt an das Fußballstadion Merkur Arena, in dem die Fußballvereine SK Sturm Graz und Grazer AK ihre Spiele austragen. Die Kunsteishalle steht unter Denkmalschutz.

## Nutzung
Die Halle verfügt bei Eishockeyspielen über eine Kapazität von 4.126 Zuschauern. Die Haupttribüne liegt auf der Südseite der Halle und gliedert sich in eine Tribüne aus fünf Sektoren und einer Galerie aus sechs Sektoren. Zusätzlich gibt es einige hundert Plätze im Parterre und einen V.I.P.-Bereich auf der Nordseite. Neben der Verwendung für Eishockeyspiele wird die Halle auch für andere Sportarten wie Eiskunstlauf und Eisstockschießen genützt. Zu bestimmten Zeiten ist die Halle für Publikumseislauf geöffnet.

## Geschichte

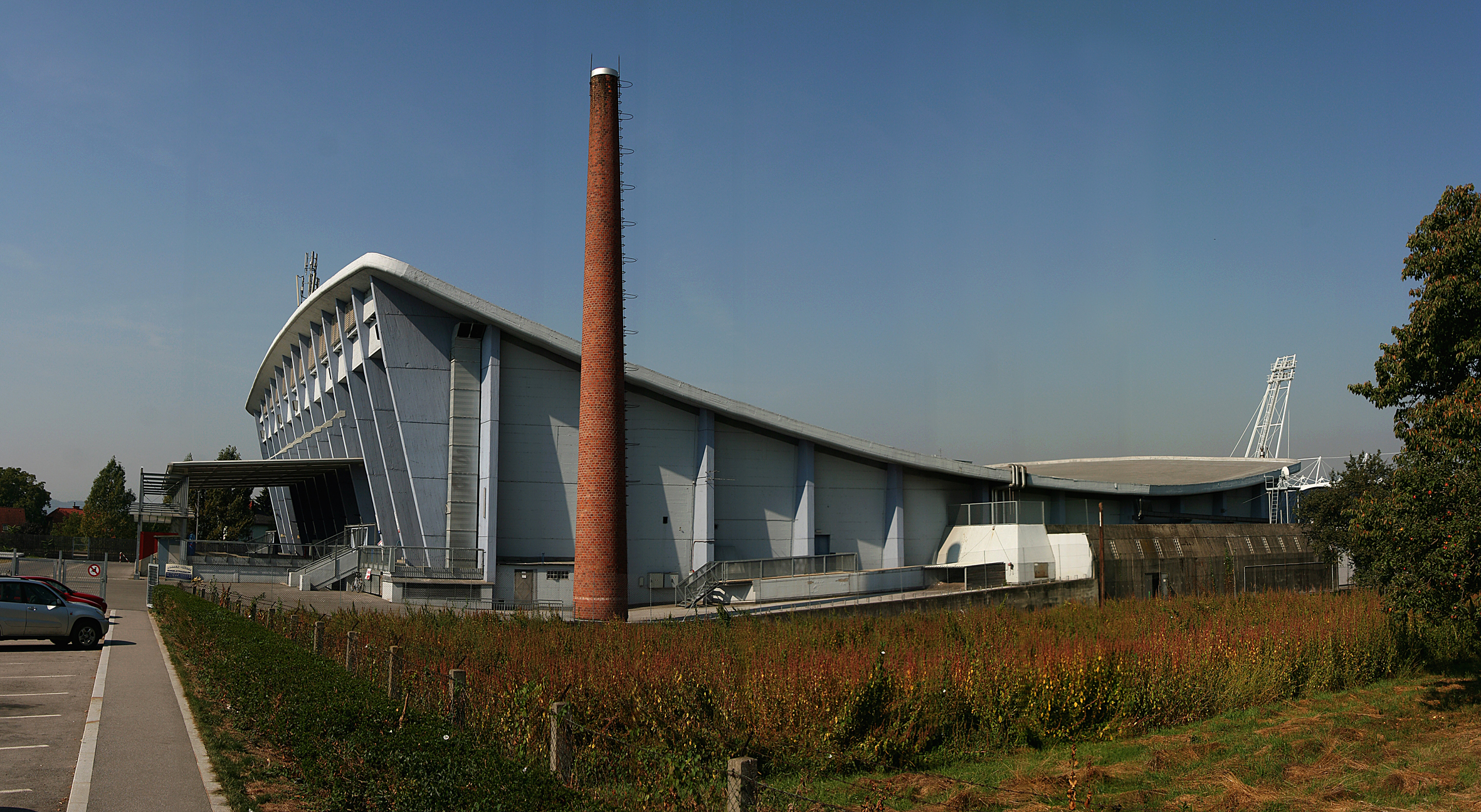
Kunsteishalle Liebenau

Die Kunsteishalle wurde von 1961 bis 1966 nach den Plänen vom Architekturbüro Ilgerl-Peneff-Walch erbaut. Die Dachform wurde von der tragenden Konstruktion mit Hängeseilen bestimmt, welche damals erstmals in Österreich angewendet wurde. Zusätzlich zur Inneneisfläche verfügt das Stadion seit 1980 über eine zweite überdachte Eisfläche außerhalb des Stadions. Seit dem Frühjahr 2015 wurde an dem neuen "Lifting" der Arena, benannt nach der Merkur Versicherung, gewerkelt. Die Messe Congress Graz kooperierte dabei mit der Ökoprofit und konnte einige umweltfreundliche Maßnahmen durchsetzen. So wurden die zwei alten Erdgaskessel durch Fernwärme ersetzt sowie eine Hochtemperaturwärmepumpe implementiert.

## Veranstaltungen
Im Eröffnungsspiel am 23. Dezember 1963 verlor der ATSE Graz gegen die polnische Olympiaauswahl mit 3:14. Die Eishalle war ab 1964 die Heimstätte des ATSE Graz und bis 1976 auch der Eishockeysektion des GAK, später des EC Graz und nun der Graz 99ers. 1973 war die Halle Austragungsort der Eishockey-B-Weltmeisterschaft.
Abgesehen vom Bundesligaverein sind auch verschiedene unterklassige Mannschaften sowie das Frauenteam DEC Devils Graz in Liebenau aktiv. 1998 und 2004 war es Austragungsort der Eisstock-Weltmeisterschaften.
In den Jahren 2001, 2002 und 2003 diente das Stadion im Jänner auch als Austragungsort für den max- bzw. T-Mobile Fußball-Hallencup – im Jahr 2004 übersiedelte das Turnier in die modernere Grazer Stadthalle. Weiters war das Stadion bis zur Errichtung der Grazer Stadthalle auch Schauplatz verschiedener Konzerte.
2009 war die Eishalle Austragungsort der Eishockey-Weltmeisterschaft der Frauen (Division I).
Im Juni 2017 vergab die Internationale Eislaufunion die Eiskunstlauf-Europameisterschaften 2020 an die Stadt Graz mit dem Eisstadion Graz-Liebenau als Austragungsort.

## Galerie

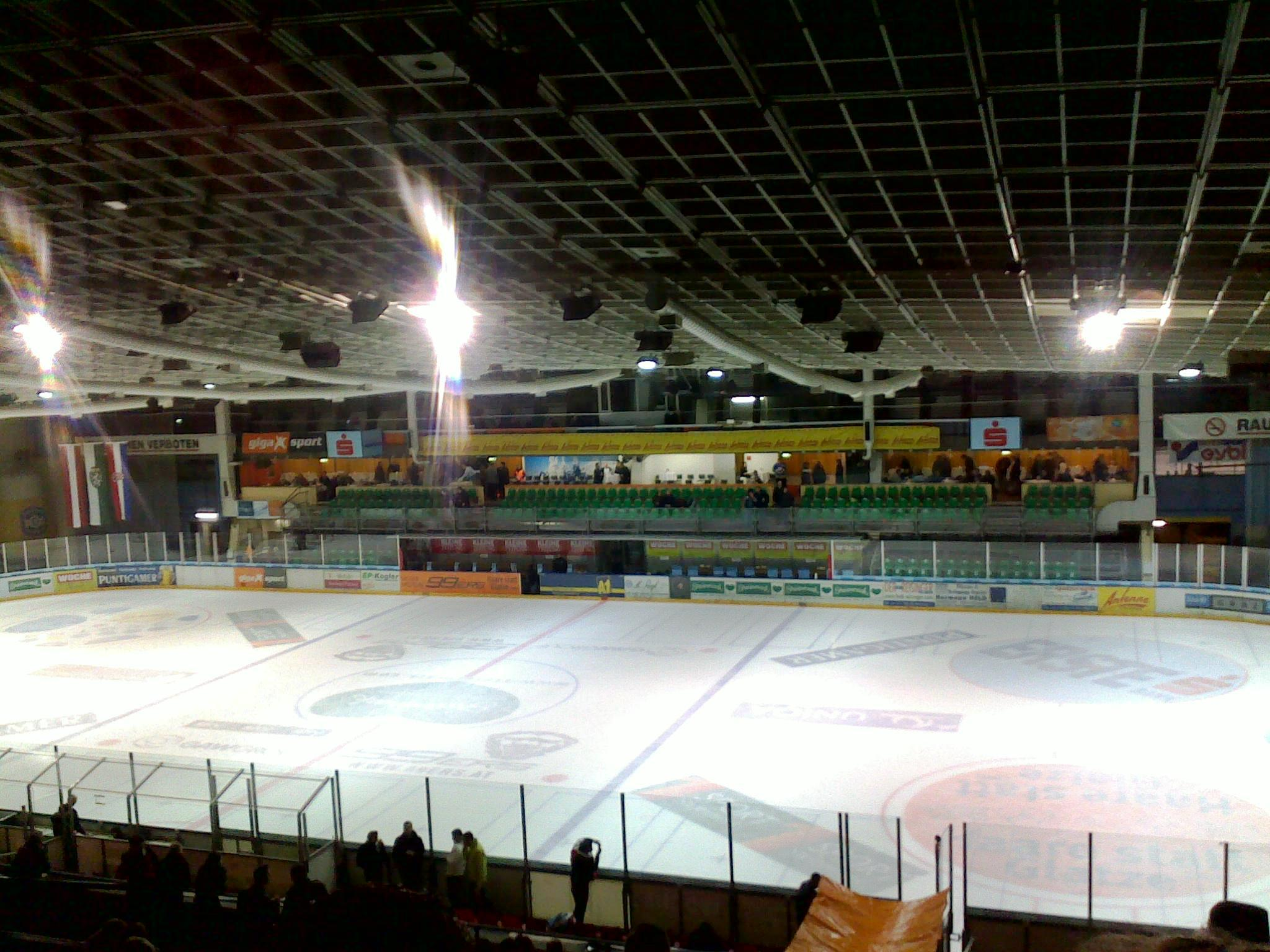
Innenansicht der Eishalle (vor dem Umbau)
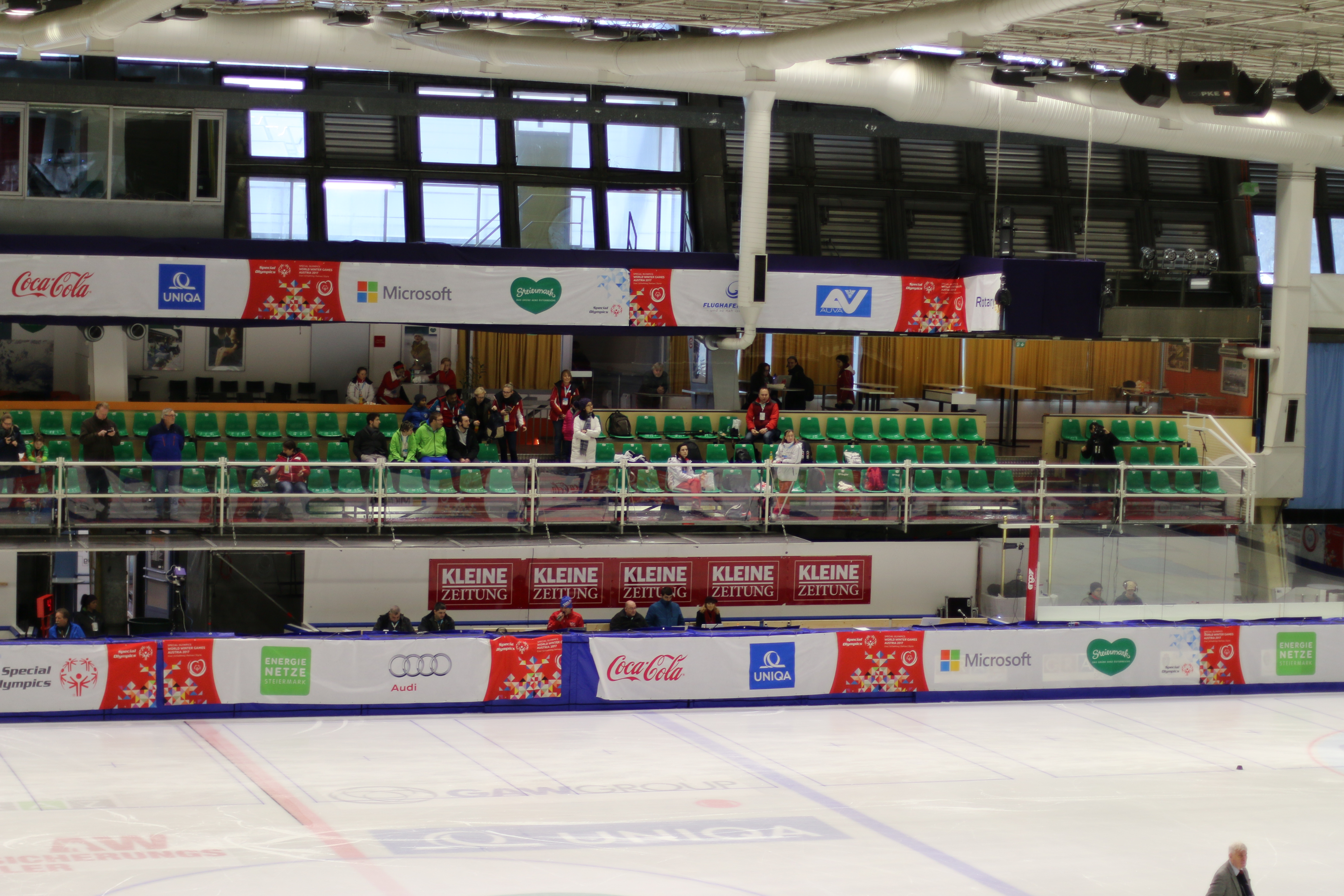
Innenansicht Richtung VIP-Tribüne (vor dem Umbau)
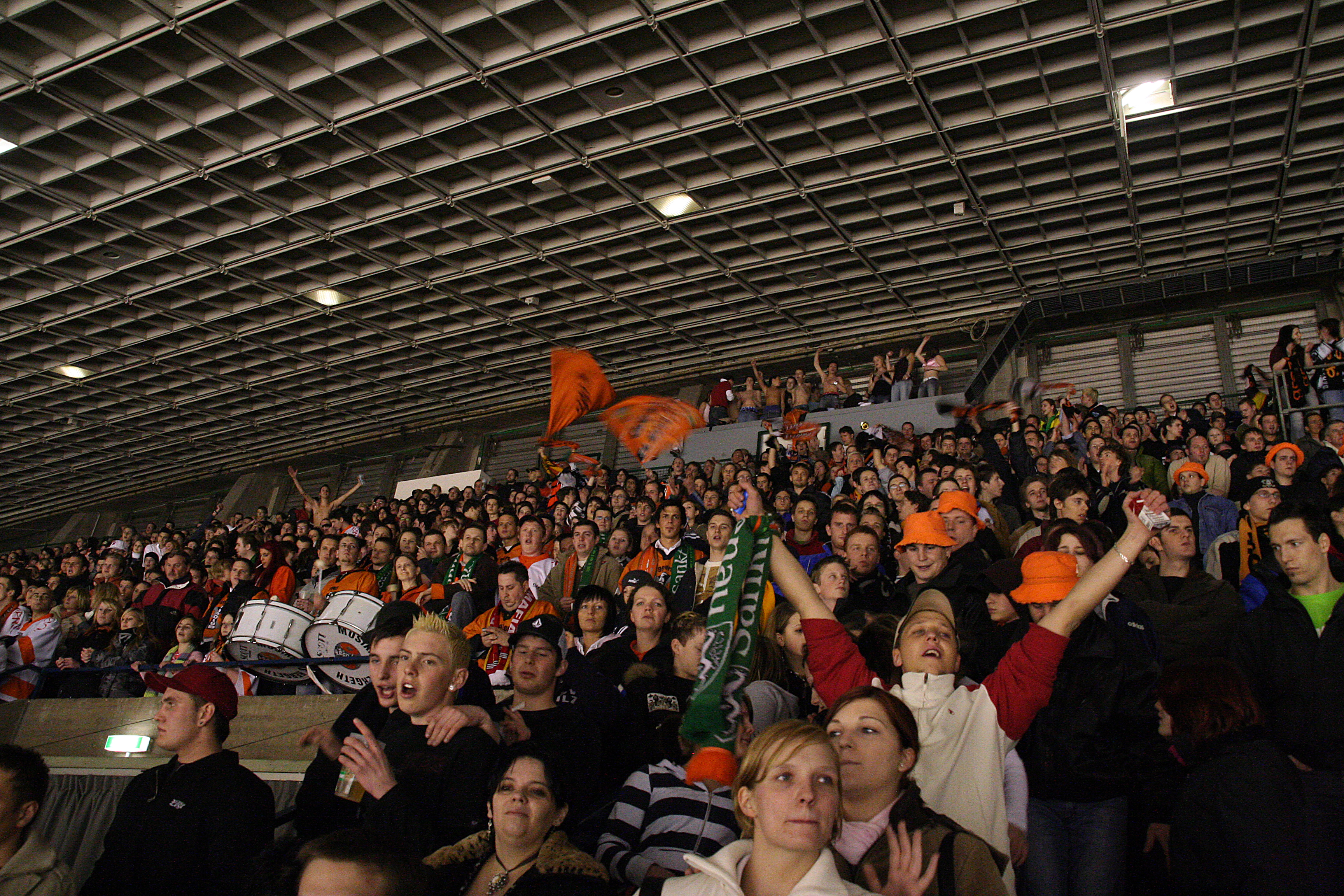
Fans der Graz 99ers im Inneren der Halle auf der Haupttribüne
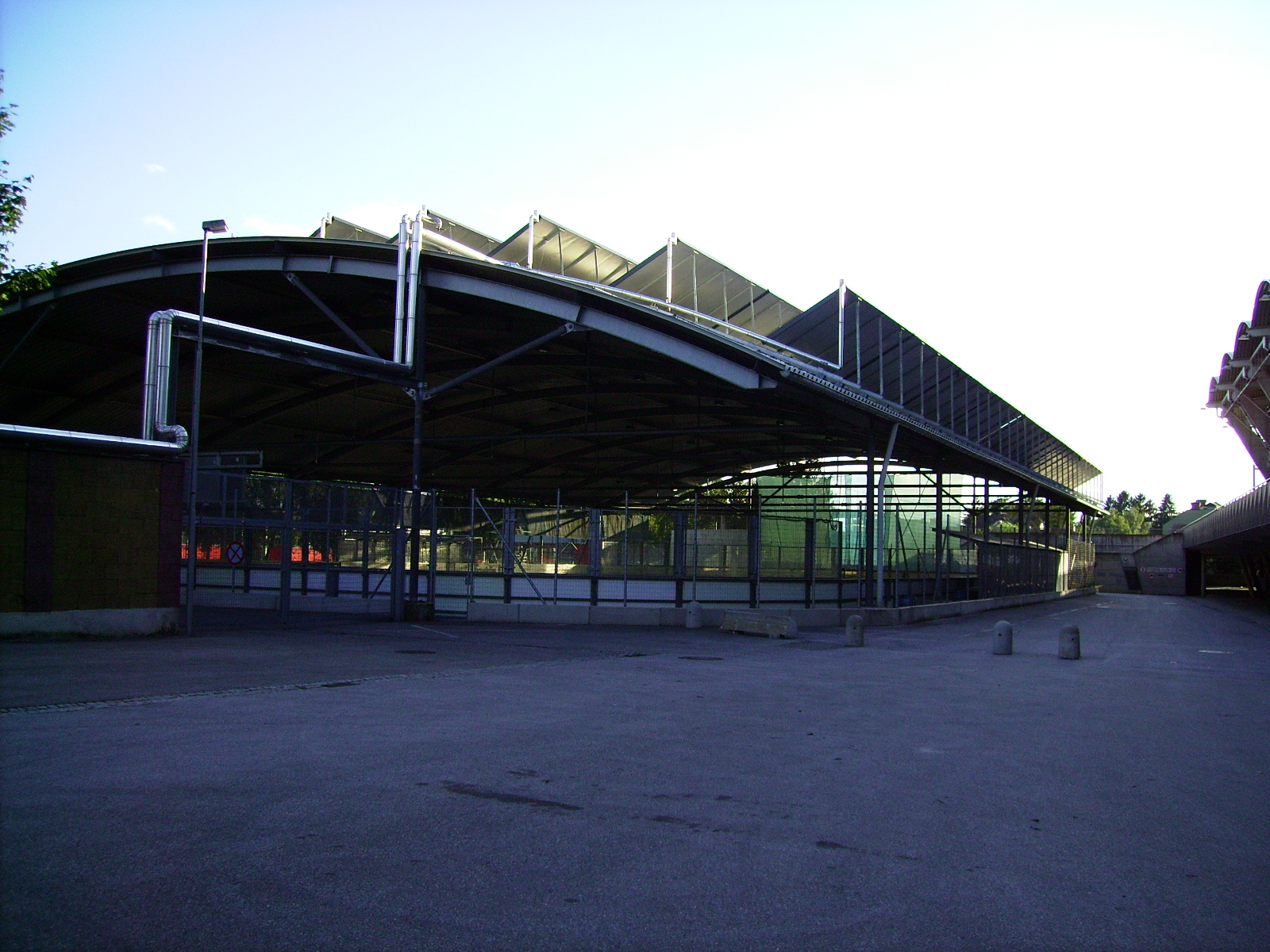
Die überdachte Eisfläche außerhalb des Stadions; am Dach die Sonnenkollektorenfläche
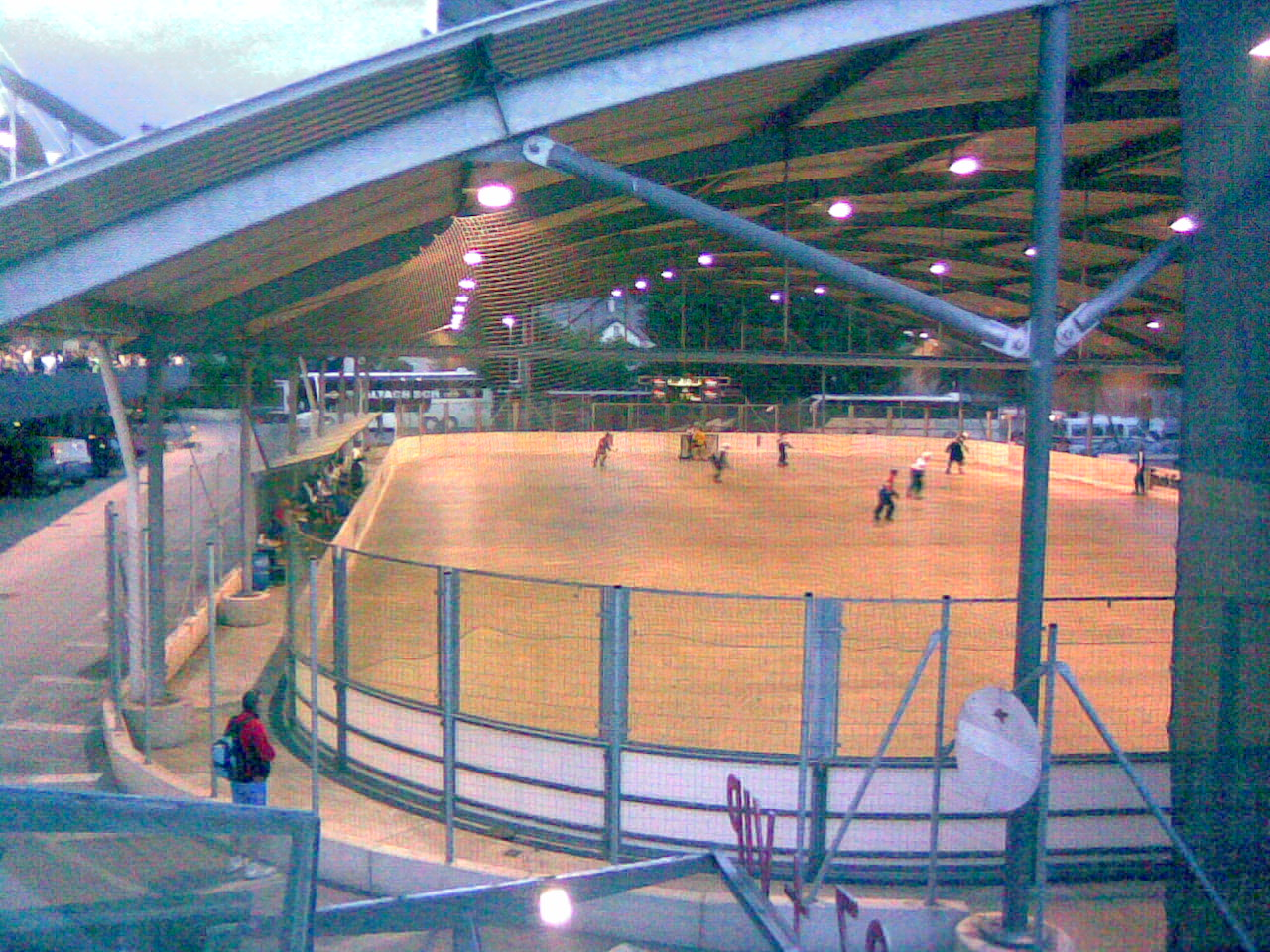
Beleuchtete überdachte Außeneisfläche
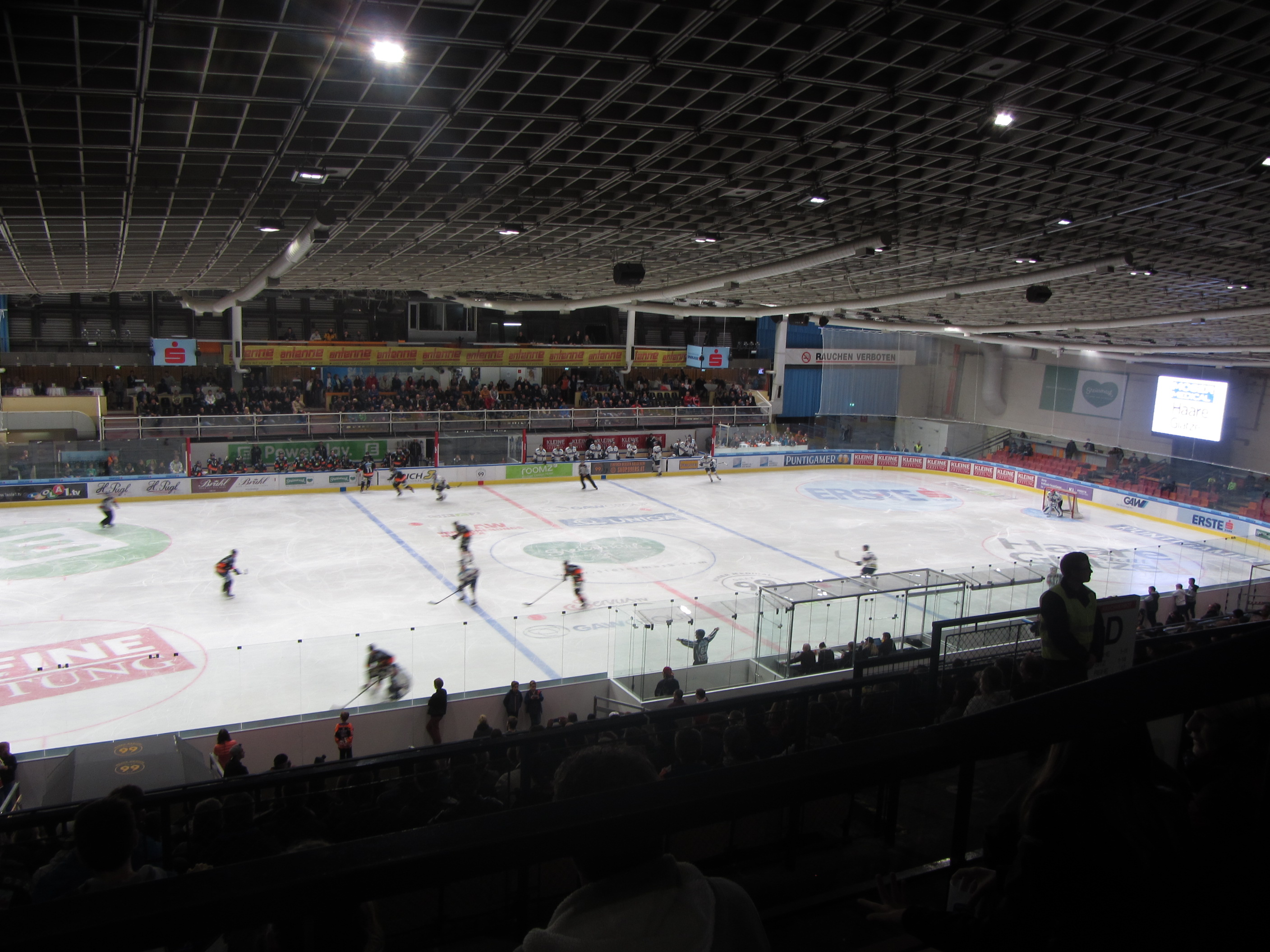
Liebenauer Eishalle vor dem Umbau
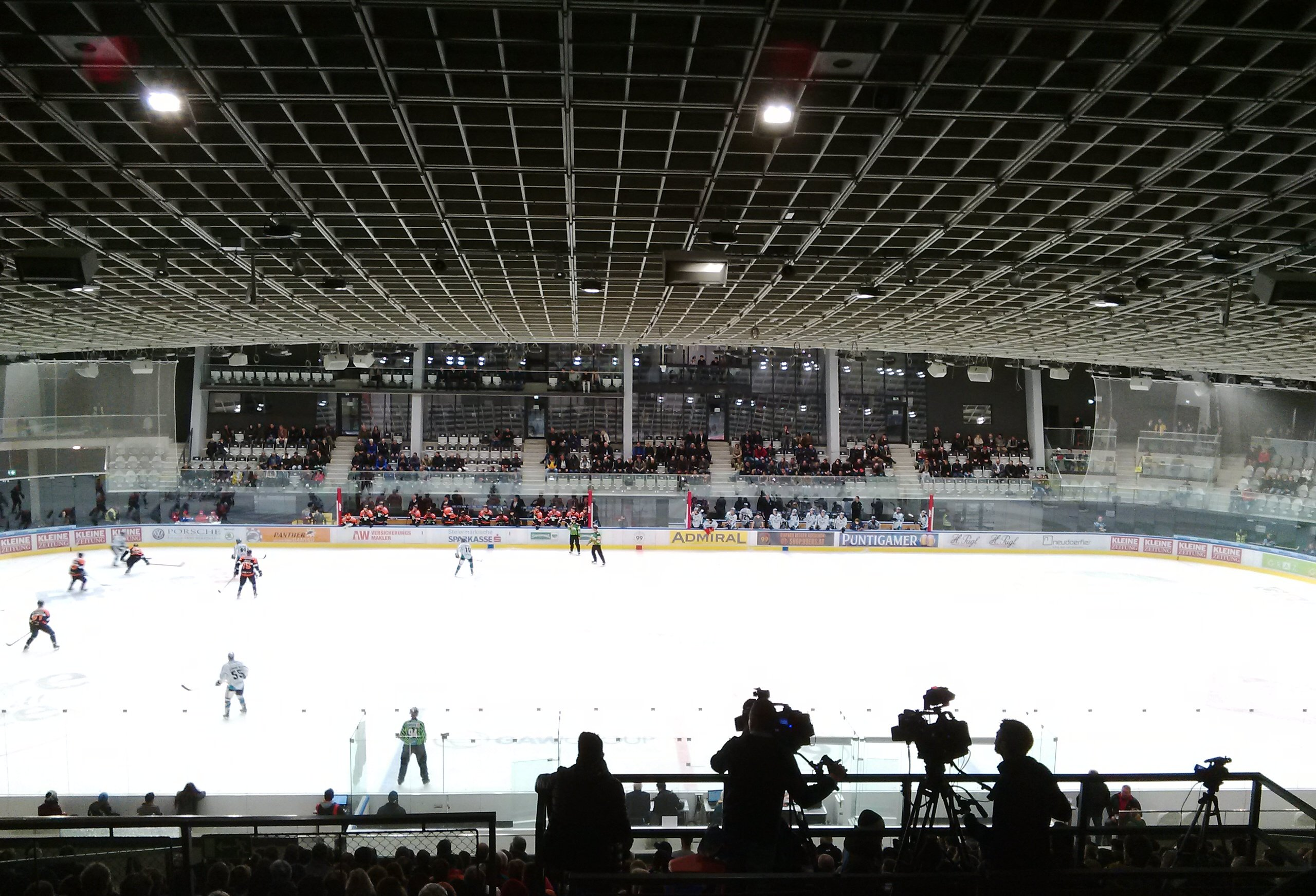
Nach dem Umbau 2016
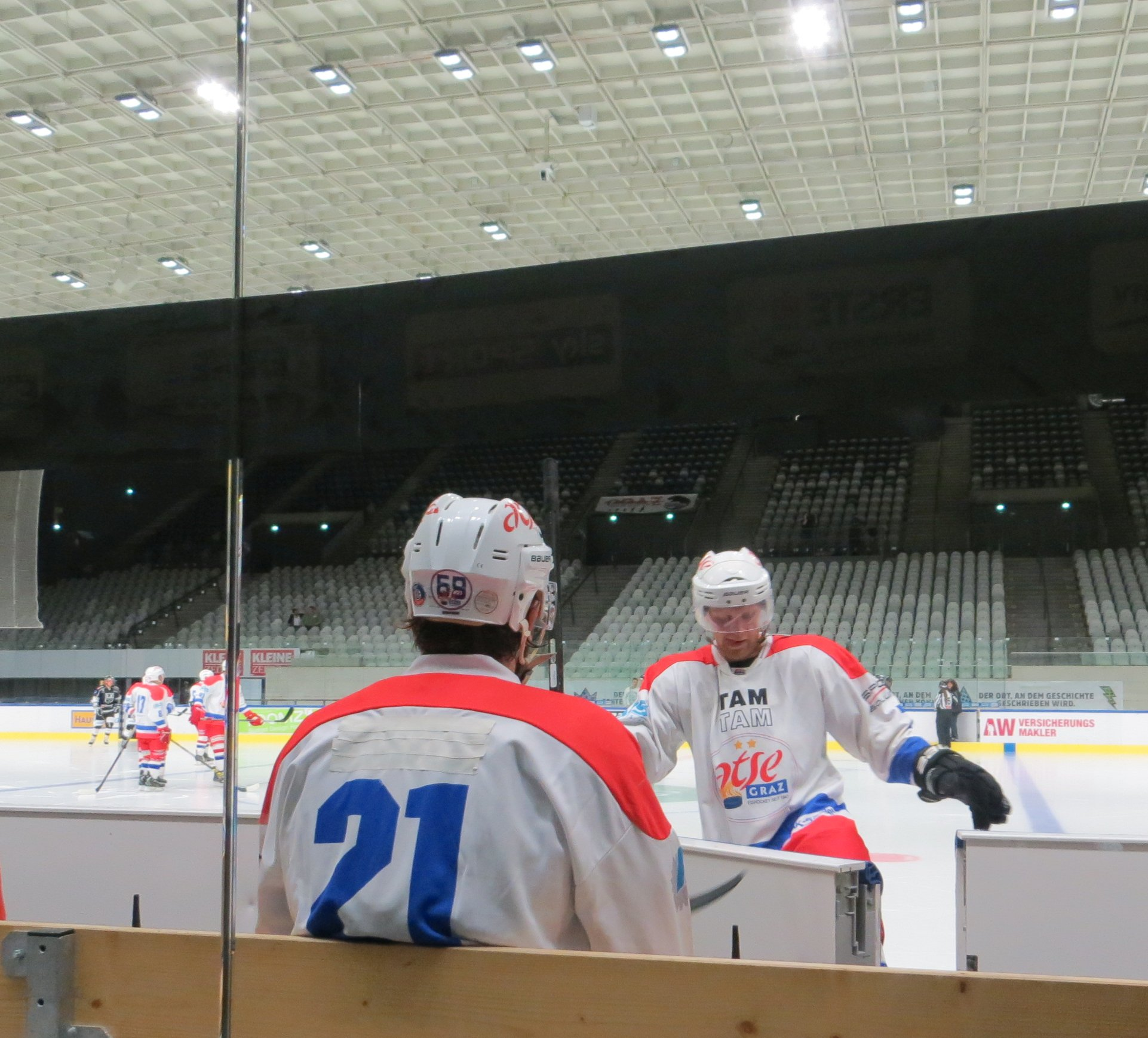
Blick auf die Haupttribüne während eines Spiels des ATSE Graz